# Wunyelfia maulensis
Wunyelfia maulensis is een lid van de Plesiosauria met als moedertaxon Wunyelfia, dat in het late Krijt leefde in het gebied van het huidige Chili.